# Bodelwitz
Bodelwitz ist eine Gemeinde in der Verwaltungsgemeinschaft Oppurg im thüringischen Saale-Orla-Kreis.

## Geografie

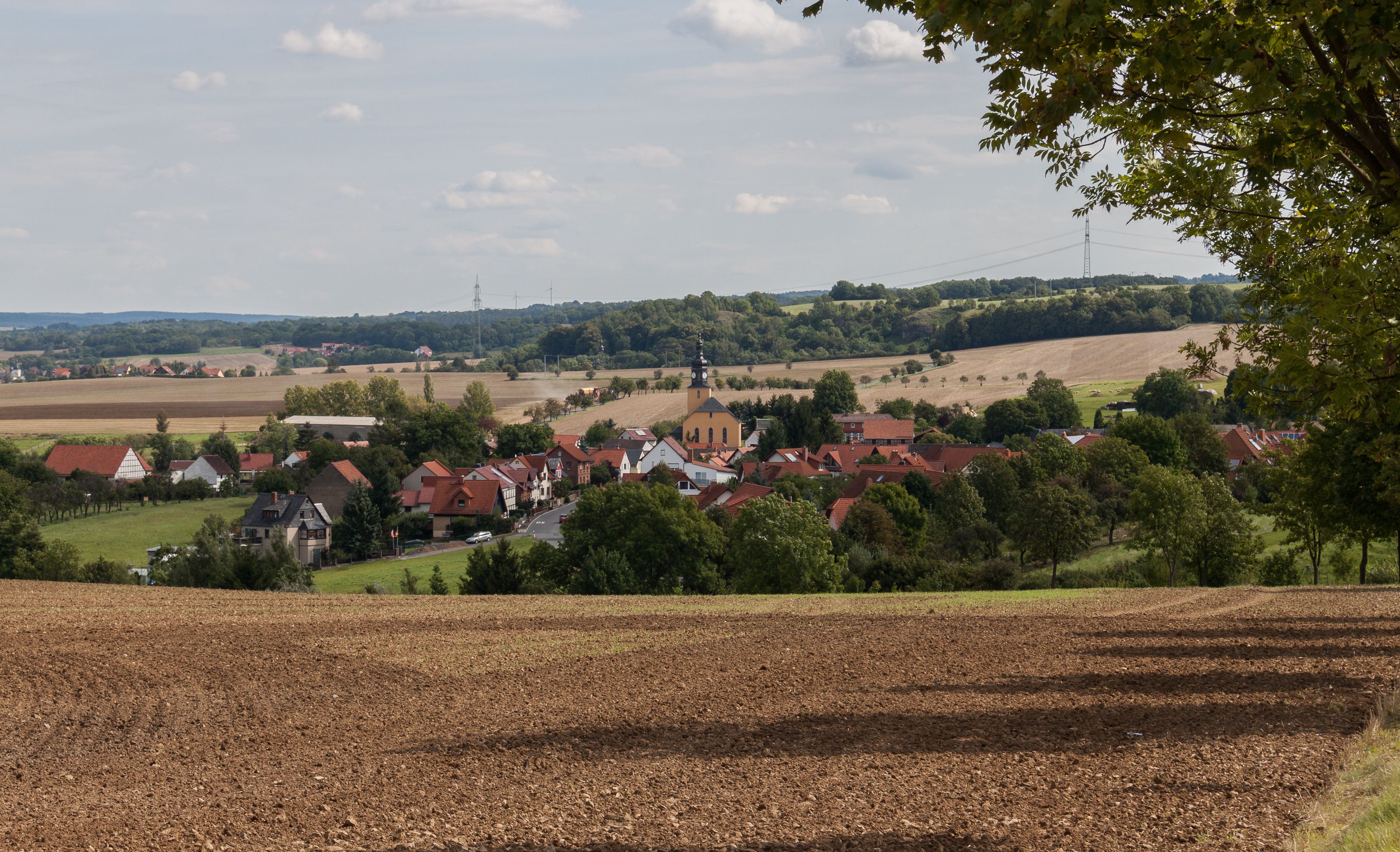
Blick auf Bodelwitz

Bodelwitz liegt südlich unweit von Pößneck in einem kupierten Gelände des auslaufenden Südostthüringer Schiefergebirges in den Übergang zur Orlasenke. Westlich liegt Wernburg und östlich Döbritz. Die Gemeinde liegt in der Nähe der Bundesstraße 281.
Mit der Linie 960 bzw. der Stadt Pößneck mobil Linie A der KomBus hat Bodelwitz Anschluss an die Stadt Pößneck.

## Geschichte
Das Dorf wurde 1350 erstmals urkundlich erwähnt. Bodelwitz gehörte bis 1815 zum kursächsischen Amt Arnshaugk und kam nach dessen auf dem Wiener Kongress beschlossenen Abtretung an den preußischen Landkreis Ziegenrück, zu dem der Ort bis 1945 gehörte.
Die 1908  errichtete Dorfschule steht auf dem Standort einer kleinen mittelalterlichen  Wallanlage oberhalb des Baches, die einst den Bürgern bei Gefahr Schutz gab.

### Einwohnerentwicklung
Entwicklung der Einwohnerzahl (ab 1994: Stand jeweils 31. Dezember):
| - 1933: 590 - 1939: 641 - 1994: 623 - 1995: 666 - 1996: 668 - 1997: 681 - 1998: 691 - 1999: 684 - 2000: 676 | - 2001: 669 - 2002: 676 - 2003: 650 - 2004: 641 - 2005: 631 - 2006: 624 - 2007: 628 - 2008: 617 - 2009: 617 - 2010: 614 | - 2011: 596 - 2012: 585 - 2013: 589 - 2014: 574 - 2015: 583 - 2016: 613 - 2017: 610 - 2018: 593 - 2019: 584 - 2020: 580 | - 2021: 576 - 2022: 575 - 2023: 575 |

Datenquelle ab 1994: Thüringer Landesamt für Statistik

## Politik

### Gemeinderat
Die 8 Sitze im Gemeinderat verteilen sich seit der Wahl 2014 folgendermaßen auf die einzelnen Parteien:
| Partei | Ergebnis | Sitze |
| CDU    | 100 %    | 8     |

### Wappen
Das Wappen wurde am 9. August 1991 genehmigt.
Blasonierung: „In Silber ein goldbewehrter schwarzer Adler.“
Das Wappen ist in den 1930er Jahren entstanden. Über den Ursprung ist heute nichts mehr bekannt. Es war noch bis in die 1960er Jahre an der Fassade des Rathauses Ziegenrück angebracht. Der Adler entspricht dem preußischen mit der gleichen Tingierung. Dies deutet darauf hin, dass der ehemalige Kreis Ziegenrück von 1815 bis 1945 eine preußische Exklave war.

## Kultur und Sehenswürdigkeiten

### Geschichtsdenkmale
Auf dem Friedhof erinnert ein Gedenkstein auf den Gräbern an drei umgekommene KZ-Häftlinge eines Todesmarsches, der im April 1945 vom KZ-Außenkommando Berga/Elster kommend durch die Gemarkung führte. In der Sandgrube an der Straße nach Oppurg wurden sie gefunden. Während des Zweiten Weltkrieges waren außerdem Kriegsgefangene aus Frankreich im Ort, die dort sowie in Wernburg und Gertewitz Zwangsarbeit verrichten mussten.

### Kirche
- St. Laurentius (Bodelwitz)